# Servant (serie de televisión)
Servant es una serie de televisión de terror psicológico creada y escrita por Tony Basgallop, que también es productor ejecutivo junto a M. Night Shyamalan (quien dirigió dos episodios). La serie es producida para Apple TV+.
Se estrenó el 28 de noviembre de 2019. Antes del estreno, la serie fue renovada para una segunda temporada.
En diciembre de 2020, antes del estreno de la segunda temporada, la serie fue renovada para una tercera temporada, que se estrenó el 21 de enero de 2022. 
En diciembre de 2021, antes del estreno de la tercera temporada, la serie se renovó para una cuarta y última temporada, que se estrenó el 13 de enero de 2023.

## Sinopsis

### Temporada 1
La serie sigue a una pareja millonaria de Filadelfia, Dorothy y Sean Turner, quienes experimentan problemas en su matrimonio después de la muerte de su hijo de trece semanas, Jericho. La pareja se somete a una terapia de objetos transitorios usando un muñeco reborn después de que Dorothy experimente un brote psicótico. El muñeco, que Dorothy cree que es su verdadero hijo, fue lo único que la sacó del estado catatónico tras la muerte de su bebé. Seis semanas después de lo ocurrido, contratan a una joven niñera, Leanne, para que se mude y cuide de Jericho, abriendo su hogar a una "fuerza misteriosa". Mientras Sean lidia con el dolor por su cuenta, comienza a sospechar profundamente de Leanne.

### Temporada 2
La segunda temporada enfrenta a los Turner con la desaparición de Jericho (ya como un bebé real) y la partida de Leanne. El comportamiento errático de Ben y Dorothy se incrementa cuando sospechan de la llamada Iglesia de los Santos Menores, un culto presentado en la temporada 1 y al parecer ligado con Leanne, cuya enigmática figura comienza a cobrar peso en la vida de Dorothy, al borde de la desesperación por la ausencia de su hijo y la joven niñera. Mientras tanto, Sean y Julian deben poner en común todos los recursos para encontrarlos a ambos.

### Temporada 3
Han pasado 3 meses desde lo ocurrido al final de la pasada temporada y con Jericho y Leanne de vuelta en la vida de los Turner, un nuevo peligro se cierne sobre la joven, tras huir de la secta que la tenía cautiva.
Dorothy sigue siendo una madre sobreprotectora con quien cree que es su bebé, Jericho, y le cuesta conciliar su vida laboral con su vida personal, mientras que Sean continúa fingiendo que Jericho es su hijo por el bien de Dorothy, habiendo momentos donde parece que se cree su propia mentira, y Julian acaba de salir de una clínica de rehabilitación donde ha conocido a su nueva pareja. Leanne, vive con miedo y angustia de que alguien aparezca y le haga daño a ella y a Jericho, lo que se agrava cuando empieza a darse cuenta de que hay gente sospechosa rondando a las afueras de su edificio a todas horas. Y por si eso no fuera poco se une el miedo a que los Turner descubran al cadáver de Josephine detrás de la pared, asesinada por Leanne para proteger a Jericho.

### Temporada 4
La guerra de Leanne con la Iglesia de los Santos Menores se intensifica, poniendo en peligro la calle Spruce, la ciudad de Filadelfia y más allá.
Mientras tanto, una destrozada familia Turner no solo debe enfrentarse a la creciente amenaza de Leanne, sino al hecho de que Dorothy está descubriendo su pasado. A medida que la casa de los Turner continúa desmoronándose, finalmente tendremos respuestas: ¿Quién es Leanne Grayson? ¿Y quién es el niño en que habita en su hogar?

## Reparto y personajes

### Principales
- Toby Kebbell como Sean Turner
- Lauren Ambrose como Dorothy Turner
- Nell Tiger Free como Leanne Grayson
- Rupert Grint como Julian Pearce

### Recurrentes
- Mason y Julius Belford como "Bebe Jericho" (Temporada 1)
- Jack y James Hoogerwerff como Jericho (Temporadas 2-4)
- Phillip James Brannon como Matthew Roscoe, detective privado, amigo de Julian.
- Tony Revolori como Tobe, ayudante de cocina de Sean
- S. J. Son como Wanda (temporada 1), una niñera de la que Leanne se hace amiga.
- Boris McGiver como el tío George, el "tío" de Leanne
- Jerrika Hinton como Natalie Gorman (temporadas 1-2), amiga y terapeuta de Dorothy que sugirió el muñeco re-born como método de afrontamiento temporal
- Molly Griggs como Isabelle Carrick (temporadas 1-3), una reportera prometedora en 8News donde trabaja Dorothy
- Todd Waring como Frank Pearce, padre de Dorothy y Julian, y abuelo materno de  Jericho
- Alison Elliott como la tía May Markhem (temporadas 1-2, 4), "tía" de Leanne y líder del culto de la Iglesia de los Santos Menores
- Victoria Cartagena como Stephanie Reyes (temporadas 2, 4), una oficial de policía
- Billy Vargus como Walker Roush (temporadas 2-4), presentador de noticias de 8 News
- Katie Lee Hill como Kourtney (temporadas 2-4), la novia mucho más joven de Frank
- Sunita Mani como Veera (temporada 3), la nueva novia de Julian
- Mathilde Dehaye como Snake (temporadas 3-4), una persona sin hogar en el parque.
- Joshua De Jesus como Milo (temporada 3), una persona sin hogar en el parque.
- Mac Rop como Lou (temporadas 3-4), una persona sin hogar en el parque.
- Barbara Kingsley como Bobbie (temporada 4), enfermera de Dorothy
- Denny Dillon como Bev (temporada 4),  enfermera de Dorothy

## Temporadas
| Temporada | Temporada | Episodios | Episodios | Emisión original        | Emisión original    |
| Temporada | Temporada | Episodios | Episodios | Primera emisión         | Última emisión      |
| --------- | --------- | --------- | --------- | ----------------------- | ------------------- |
|           | 1         | 10        | 10        | 28 de noviembre de 2019 | 17 de enero de 2020 |
|           | 2         | 10        | 10        | 15 de enero de 2021     | 19 de marzo de 2021 |
|           | 3         | 10        | 10        | 21 de enero de 2022     | 25 de marzo de 2022 |
|           | 4         | 10        | 10        | 13 de enero de 2023     | 17 de marzo de 2023 |

## Producción

### Desarrollo
El 27 de febrero de 2018, se anunció que Apple había dado a la producción un pedido en serie para una primera temporada que consta de diez episodios. La serie fue creada por Tony Basgallop, quien también escribirá para la serie y el productor ejecutivo junto a M. Night Shyamalan, Ashwin Rajan, Jason Blumenthal, Todd Black y Steve Tisch. Las compañías de producción involucradas en el programa incluirán Blinding Edge Pictures. Mike Gioulakis será el director de fotografía de la serie. El 3 de octubre de 2019, se informó que la serie sería estrenada el 28 de noviembre de 2019. Antes del estreno de la serie, el 22 de noviembre de 2019, se anunció que Apple había renovado la serie para una segunda temporada que se estrenó el 15 de enero de 2021. El 15 de diciembre de 2020, antes del estreno de la segunda temporada, Apple renovó la serie para una tercera temporada. El 14 de diciembre de 2021, antes del estreno de la tercera temporada, Apple renovó la serie para una cuarta y última temporada.
Shyamalan declaró que originalmente imaginó que la serie tendría 60 episodios de media hora, divida en seis temporadas, pero finalmente quedó en cuatro temporadas con 40 episodios en total.

### Casting
El 22 de agosto de 2018, se anunció que Lauren Ambrose y Nell Tiger Free habían sido elegidos para papeles principales. El 30 de noviembre de 2018, se informó que Rupert Grint se había unido al elenco principal. El 4 de diciembre de 2018, se anunció que Toby Kebbell había sido elegido para un papel protagonista.

### Rodaje
La primera temporada de Servant se filmó en Filadelfia desde noviembre de 2018 hasta marzo de 2019. Las escenas exteriores tuvieron lugar en el centro de la ciudad de Filadelfia, cerca de las calles Spruce y 21st. Se construyó un decorado para el interior de la casa de los Turner en una antigua fábrica de pintura en Bethel Township, condado de Delaware, Pensilvania. El chef italiano Marc Vetri se desempeñó como consultor de alimentos para las escenas de cocina en la primera temporada.
En marzo de 2020, Apple TV+ canceló la producción de la segunda temporada debido a la pandemia de COVID-19. En septiembre de 2020, se reanudó la producción para terminar los cuatro episodios restantes de la segunda temporada. El chef de Filadelfia, Drew DiTomo, fue el asesor gastronómico de la segunda temporada, pasó muchos días haciendo pizzas y enseñando al elenco a hacer las pizzas que sirvieron de base para Cheezus Crust, la empresa ficticia de reparto de pizzas que Sean y Dorothy crearon durante la temporada.
En febrero de 2021, se informó que había comenzado la producción de la tercera temporada.
En una entrevista con Backstage, Grint reveló que, a diferencia de muchas producciones de cine y televisión, Servant se filma cronológicamente, y el elenco obtiene guiones a medida que filman cada episodio, manteniéndolos tan involucrados en el misterio tanto así como a los personajes y a los espectadores.
Según los informes, Apple le pidió a Shyamalan que no mostrara crucifijos en las paredes durante la filmación.